# Biatlon na Zimních olympijských hrách 1992
Biatlon na Zimních olympijských hrách 1992 v Albertville.

## Medailové pořadí zemí
| Pořadí | Země                 | Zlato | Stříbro | Bronz | Celkově |
| ------ | -------------------- | ----- | ------- | ----- | ------- |
| 1.     | Německo (GER)        | 3     | 4       | 0     | 7       |
| 2.     | Sjednocený tým (EUN) | 2     | 2       | 2     | 6       |
| 3.     | Francie (FRA)        | 1     | 0       | 0     | 1       |
| 4.     | Švédsko (SWE)        | 0     | 0       | 2     | 2       |
| 5.     | Kanada (CAN)         | 0     | 0       | 1     | 1       |
| 5.     | Finsko (FIN)         | 0     | 0       | 1     | 1       |
|        | Celkem               | 6     | 6       | 6     | 18      |

## Medailisté

### Muži
| Disciplína         | Zlato                                                                       | Výkon     | Stříbro                                                                                        | Výkon     | Bronz                                                                          | Výkon     |
| ------------------ | --------------------------------------------------------------------------- | --------- | ---------------------------------------------------------------------------------------------- | --------- | ------------------------------------------------------------------------------ | --------- |
| vytrvalostní závod | Jevgenij Redkin · Sjednocený tým (EUN)                                      | 57:25,3   | Mark Kirchner · Německo (GER)                                                                  | 57:28,7   | Mikael Löfgren · Švédsko (SWE)                                                 | 57:41,9   |
| sprint             | Mark Kirchner · Německo (GER)                                               | 26:02,3   | Ricco Groß · Německo (GER)                                                                     | 26:18,0   | Harri Eloranta · Finsko (FIN)                                                  | 26:26,0   |
| štafeta            | Německo (GER) · Ricco Groß · Jens Steinigen · Mark Kirchner · Fritz Fischer | 1:24:43,5 | Sjednocený tým (EUN) · Valerij Medvědcev · Alexandr Popov · Valerij Kirijenko · Sergej Čepikov | 1:25:06,3 | Švédsko (SWE) · Ulf Johansson · Leif Andersson · Tord Wiksten · Mikael Löfgren | 1:25:38,2 |

### Ženy
| Disciplína         | Zlato                                                                      | Výkon     | Stříbro                                                                 | Výkon     | Bronz                                                                          | Výkon     |
| ------------------ | -------------------------------------------------------------------------- | --------- | ----------------------------------------------------------------------- | --------- | ------------------------------------------------------------------------------ | --------- |
| vytrvalostní závod | Antje Harveyová · Německo (GER)                                            | 51:47,2   | Světlana Pečorská · Sjednocený tým (EUN)                                | 51:58,5   | Myriam Bédardová · Kanada (CAN)                                                | 52:15,0   |
| sprint             | Anfisa Rezcovová · Sjednocený tým (EUN)                                    | 24:29,2   | Antje Harveyová · Německo (GER)                                         | 24:45,1   | Jelena Bělovová · Sjednocený tým (EUN)                                         | 24:51,0   |
| štafeta            | Francie (FRA) · Corinne Niogretová · Véronique Claudelová · Anne Briandová | 1:15:55,6 | Německo (GER) · Uschi Dislová · Antje Harveyová · Petra Behle-Schaafová | 1:16:18,4 | Sjednocený tým (EUN) · Jelena Bělovová · Anfisa Rezcovová · Jelena Melnikovová | 1:16:54,6 |